# Zdzisław Ryszard Mac
Zdzisław Ryszard Mac (ur. 10 lipca 1953 w Józefowie, zm. 25 października 2021) – polski dziennikarz radiowy, prasowy i telewizyjny oraz działacz społeczny.
Współtwórca radiowego (Polskie Radio) „Studia Poszukiwań”. Autor układu (tzw. ramówki) programu „Zapraszamy do Trójki”. Realizator wielu filmów dokumentalnych, m.in. o pierwszym przeszczepie serca przeprowadzonym przez prof. Zbigniewa Religę oraz audycji telewizyjnych TVP. Rzecznik prasowy pierwszej polskiej prywatnej telewizji „Top Canal”.
Współzałożyciel, wraz z Ewą Kwilecką-Dux, Zdzisławem Kwileckim, Markiem Kotańskim, Januszem Gabrysiakiem, Maciejem Krogulcem, Stowarzyszenia Na Recz Przeciwdziałania Narkomanii „Monar”.